# Mihályi Péter
Mihályi Péter (Budapest, 1953. május 26.) közgazdász, egyetemi tanár, a Magyar Tudományos Akadémia levelező tagja. A Budapesti Corvinus Egyetem Közgazdaságtan Intézetének emeritus professzora, a Közép-Európai Egyetem (CEU - Bécs) vendégprofesszora.

## Kutatási területe
Kutatásai szorosan kapcsolódnak a rendszerváltás gazdaságpolitikai feladataihoz (privatizáció, nyugdíjreform, egészségügyi reform, az euró bevezetése, társadalmi egyenlőtlenségek).

## Életpályája
Általános és középiskolai tanulmányait Budapesten folytatta 1959 és 1967 illetve 1967 és 1971 között. Egyetemi tanulmányait Budapesten a Marx Károly Közgazdaságtudományi Egyetemen végezte, 1972 és 1977 között.
2022-ben a Magyar Tudományos Akadémia levelező tagjává választották.

### Munkahelyei
Budapesti Corvinus Egyetem, Makroökonómiai Tanszék (egyetemi tanár)
Közép-Európai Egyetem (CEU), Közgazdasági Tanszék – vendégprofesszor (1996-tól)
MTA KRTK, Közgazdaságtudományi Intézet – külső munkatárs (2000-től) – díjazás nélkül.

#### Korábbi
Budapesti Corvinus Egyetem, Makroökonómiai Tanszék – tanszékvezető 2016-tól 2018. május 25-ig.
Pannon Egyetem (korábbi nevén: Veszprémi Egyetem) Közgazdasági Intézet – Vezető (2015. szept. 1-től); Pénzügytan Intézeti Tanszék – tanszékvezető egyetemi tanár (2001. július 1.-től), Alkalmazott közgazdaságtan (BA) és Közgazdasági Elemző (Msc.) szakvezető (2014. szeptember 1.-től), a Gazdálkodás- és Szervezéstudományok Doktori Iskolája Tanácsának helyettes vezetője (2009. január 1.-től).
Közgazdaságtan Tanszék – tudományos tanácsadó Veszprém (1999. június 15.–2001. június 30.)
Pénzügyminisztérium – helyettes államtitkár (1997. október 1.–1998. július 31.)
Hatás- és feladatkör: Társadalmi közkiadások főosztály, valamint az Önkormányzati, területfejlesztési és lakáspolitikai főosztály felügyelete. Egészségügyi reform, önkormányzati reform előkészítése.
MTA Közgazdaságtudomány Intézete – főmunkatárs (Budapest, 1977. szeptember–1997. szeptember), 1983 és 1997 között fizetés nélküli szabadságon.
Bank Austria – GiroCredit Befektetési Rt. – vezető közgazdász, elemzési igazgató (Budapest–Bécs, 1996. április 1.–1996. október 1.)
MNV Zrt. és jogelődei: Magyar Nemzeti Vagyonkezelő Zrt. Ellenőrző Bizottsága – tag (2008. január 1.–2010. május 31.); Állami Privatizációs és Vagyonkezelő Rt. Felügyelő Bizottsága – tag (2007. szeptember 19.–2007. december 31.); Állami Privatizációs és Vagyonkezelő Rt. ügyvezető igazgató – Stratégiai és Elemző Ügyvezető Igazgatóság (1995. június 15–1996. március 15.); Privatizációs Kormánybiztos helyettese (1994. július 28.–1995. január 12.); Állami Vagyonkezelő Rt. főtanácsos, az IG tagja (1994. december 8.–1995. június 15.); Állami Vagyonkezelő Rt. privatizációs tanácsadója az Európai Közösségek PHARE programja keretében, a belga állami holding az Institut Belge de Formation, d’Assistance Technique et de Transfert de Technologie, S. A. alkalmazásában (Budapest–Brüsszel, 1993. július 1.–1994. január 31.)
ENSZ Európai Gazdasági Bizottsága – főmunkatárs (Genf, 1983. szeptember–1993. június 30.) Kelet-Európa szakértő, magyar referens. Főbb szakterületek: privatizáció, beruházások, kelet-nyugati kereskedelem, nemzetközi összehasonlítások.
2019-től a Tudományos Stand Up rendezvényszervező cég előadója. 

### Közéleti funkciói
- A Professzorok az Európai Magyarországért Egyesület társelnöke (2003 – 2006), elnöke (2006-2008), majd tudományos alelnöke (2011–2013).
- Az Államreform Bizottság Egészségügyi szakmai Munkacsoportjának vezetője 2006. július 1. és 2007. július 1. között.
- Az Állami Privatizációs és Vagyonkezelő Zrt. felügyelő bizottságának tagja volt 2007. szeptember 19. és 2007. december 31. között.
- A Nemzeti Vagyongazdálkodási Tanács és Magyar Nemzeti Vagyonkezelő Zrt. ellenőrző bizottságának tagja 2007. október 15. és 2010. júniusa között.

## Tudományos teljesítménye
Egyetemi tanár (2001. július 1-től), Egyetemi habilitáció (2000. június 8.); MTA doktora (1999. június 18.); A közgazdaságtudományok kandidátusa (MTA, 1990); Doktori fokozat (Marx Károly Közgazdaságtudományi Egyetem, Budapest, 1980), Okleveles közgazda (MKKE, 1977).

## Művei
15 könyv (ebből 3 angolul) és kb. 150 tanulmánya (cikke) jelent meg magyarul, angolul, németül, franciául és olaszul. 2016 óta Szelényi Ivánnal két könyvet publikált angol és 24 cikket magyar nyelven.  

### Fontosabb könyvei angol és magyar nyelven
- Varieties of Post-communist Capitalism. A Comparative Analysis of Russia, Eastern Europe and China (Szelényi Ivánnal közösen, Brill, 2020)
- Rent-Seekers, Profits, Wages and Inequality – The Top 20%. (Szelényi Ivánnal közösen, Palgrave-Macmillan, 2019)A magyar gazdaság útja az adósságválságba, 1945 – 2013, Bp.: Corvina Kiadó, 2013
- A magyar privatizáció enciklopédiája, 1-2. kötet, Veszprém – Budapest: Pannon Egyetemi Kiadó – MTA Közgazdaságtudományi Intézet, 2010
- Miért beteg a magyar gazdaság? Bp.: HVG Könyvek, 2008
- Health Insurance Reform in Hungary, Vol. 1-2, Bp.: EUROPE Ltd., 20007, 2008
- Bevezetés az egészségügy közgazdaságtanába, Veszprém: Veszprémi Egyetemi Kiadó, 2003. Magyar egészségügy: diagnózis és terápia, Bp.: Springer Orvosi Kiadó, 2000
- Socialist Investment Cycles: Analysis in Retrospect, Dordrecht/Boston/London: Kluwer Academic Publishers, 1992
- Az NSZK gazdaságpolitikája, Bp.: Kossuth Könyvkiadó, 1989

A teljes publikációs listát itt

### Cikkei (válogatás)
- A hatalom természete az illiberális rendszerekben: Szelényi Iván, Mihályi Péter és Melegh Attila beszélgetése”, Mozgó Világ, 51. évf. május 3-23. Elérhető: itt (Kínai nyersfordításban)
- Diszkriminatív, piac- és versenyellenes állami gazdaságpolitika Magyarországon, 2010–2015 Archiválva 2016. április 11-i dátummal a Wayback Machine-ben
- Rendszerváltás és elitcsere 1945 után (70 éve történt a magyarországi gyáripar államosítása)
- mandiner.hu (2013)
- mozgovilag.hu (2017)

## Díjai, elismerései
- A Magyar Köztársasági Érdemrend lovagkeresztje (2007) – "a magyar egészségügy reformjának közgazdasági megalapozásában" végzett munkássága elismeréseként".

## Folyóiratokban vállalt munkássága
- Acta Oeconomica – főszerkesztő (2012-től)
- Studia Ekonomiczne – tanácsadó testület (2016-tól)
- Competitio – szerkesztőbizottsági tag (2012-től)
- Ekonomska Istraživanja – Economic Research – nemzetközi szerkesztő-bizottság tagja (2013-tól)
- Journal on Legal and Economic Issues – szerkesztőbizottsági tag (2011–2015)
- Közgazdasági Szemle – szerkesztő bizottsági tag, ex officio (2004–)
- Corporate Ownership & Control – szerkesztő bizottsági tag (2002–2006)
- Central European University Yearbook – szerkesztőbizottsági tag (2002–2004)
- Orvosi Tükör – szerkesztő bizottsági tag (1998–1999)

## Tudományos társaságokban és tanácsadó testületekben való részvétele
- MTA Elnöki Bizottság az Egészségügyért – tag (2017–)
- MTA Gazdaság- és Jogtudományok Osztálya Közgazdasági Bizottság – választott elnökségi tag (2004-2011), alelnök (2012-től)
- MTA Gazdaság- és Jogtudományok Osztálya Pénzügytani Albizottság – tag (2011-től)
- MTA Gazdaság- és Jogtudományok Osztálya Pénzügytani Bizottság – tag és választott elnök (2008–2011)
- Professzorok az Európai Magyarországért Egyesület – tudományos alelnök (2011-től ), elnök (2006-2008), társelnök (2003–2006).
- Magyar Közgazdaság Társaság – tag
- Gazdálkodási és Tudományos Társaságok Szövetsége (GTTSZ) Tudományos és Szakértői Tanács – tag
- Országos Tudományos Kutatási Alap (OTKA) Társadalomtudományi Kollégium zsűri Közgazdaságtan – Jövőkutatási bizottság (2002. január–2005. június)
- OTKA Közgazdaságtan – Jövőkutatási Zsűri – bizottsági tag (2002–2004)
- Országos Egészségbiztosítás Pénztár szakértői bizottsága az Irányított Betegellátási Modell fejlesztésére (2003)
- Magyar Egészség-gazdaságtani Társaság (META) – tag (2003–)
- META Tudományos Tanácsadó Testület – tag (2007–2010)
- GTTSZ Egészségügyi Tagozat – vezetőségi tag
- Gazdasági és Közlekedési Minisztérium Vasútegészségügyi Ellátó Rendszer Stratégiai Irányító Bizottság – tag (2002–2004)
- SZDSZ Liberális Egészségügyi Tanács – tag (2007–2008)
- Budapesti Értéktőzsde Felelős Társaságirányítási Bizottság tagja (2004–2010)
- Gazdasági és Közlekedési Miniszter Energia Tanácsadó Testületének – tag (2002–2004)
- A kormány mellett működő Korrupcióellenes Testület tagja (2002–2004)
- SZDSZ Liberális Gazdasági Tanács – tag (2007–2009)
- European Association for Comparative Economics Studies (EACES) – tag
- Association for Comparative Economic Studies (ACES) – tag
- World Interdisciplinary Network for Institutional Research (WINIR) – tag

## Gazdasági érdekeltsége
- ÁV Rt. – Igazgatósági tag (1994-1995)
- EUROPE Kft. (illetve jogelődei) – üzletrész tulajdonosa és ügyvezető igazgató (1997-től)
- Focus Befektetésminősítő Rt. – külső igazgatósági tag (2001–2003)
- MÁV Rt. – külső igazgatósági tag (2002–2004)
- MVM Zrt. – Felügyelő Bizottság tag (2002–2008)
- BKV Zrt. – külső igazgatósági tag (2009–2010)